# Республіка Крим (невизнана держава)
Республіка Крим (рос. Республика Крым, крим. Qırım Cumhuriyeti) — самопроголошена, визнана лише Росією держава на Кримському півострові, створена в умовах початку російської військової окупації Автономної Республіки Крим та Севастополь (Україна) 17 березня 2014 року на території адміністративних одиниць України — Автономної Республіки Крим і Севастополя після військового вторгнення 2014 року. Припинила існування 18 березня 2014 (чинність з 21 березня 2014) внаслідок остаточного початку окупації та анексії РФ.

## Органи управління
- Законодавчий орган — Державна рада Республіки Крим
- Глава[джерело?] — Президія Державної ради Республіки Крим
- Вищий орган виконавчої влади — Рада Міністрів Республіки Крим

## Історія

### Підготовка самопроголошення
У ніч з 22 на 23 лютого 2014 року за розпорядженням президента РФ Путіна була проведена спецоперація з евакуації зміщеного Верховною Радою України Президента України Віктора Януковича і членів його сім'ї в безпечне місце на території Криму. Вранці 23 лютого Путін, за власними словами, поставив перед керівниками задіяних силових відомств завдання «почати роботу щодо повернення Криму до складу Росії».
23-24 лютого під тиском проросійських активістів була здійснена зміна виконавчих органів влади Севастополя. 26 лютого прихильники Меджлісу і нової української влади спробували зайняти будівлю кримського парламенту і заблокувати його роботу. Рано вранці 27 лютого російські спецпідрозділи зайняли будівлі органів влади  АР Крим, після чого в режимі закритого засідання та без допуску преси депутати Верховної Ради АР Крим, яких зібрали в будівлі парламенту, відправили у відставку уряд Анатолія Могильова і прийняли рішення про проведення 25 березня загальнокримського референдуму про розширення автономії півострова в складі України. Новий уряд Криму очолив лідер партії «Русское единство» Сергій Аксьонов, який заявив про невизнання нового керівництва України та звернувся до керівництва Росії за «сприянням у забезпеченні миру і спокою на території Автономної Республіки Крим».
1 березня Рада Федерації РФ задовольнив офіційне звернення президента Володимира Путіна про дозвіл на використання російських військ на території України, хоча до цього часу вони там вже фактично використовувалися. Російськими військовослужбовцями без розпізнавальних знаків спільно із загонами проросійських добровольців та російською агентурою були блоковані всі об'єкти і військові частини ЗС України на території півострова, командування яких відмовилося підкоритися уряду Криму. 6 березня було змінено формулювання питання, яке планували виносити на референдум, — населенню було запропоновано проголосувати про приєднання Криму до Росії. Не чекаючи результатів референдуму, влади АРК звернулися до російського керівництва з проханням про початок процедури входження Криму до Російської Федерації і прийняла постанови про відокремлення виконавчої влади та судових органів кримської автономії від України. Ще до цього було оголошено про створення збройних сил кримської автономії.

### Проголошення та анексія
«Незалежність» Республіки Крим було проголошено всупереч нормам міжнародного права та Конституції України 17 березня 2014 року Верховною Радою АРК після окупації Росією території Автономної Республіки Крим. Верховна Рада АРК своїм рішенням підтримала результати протизаконного референдуму про статус Криму, який відбувся 16 березня 2014 року.
18 березня представники самопроголошеної кримської влади: Голова Ради Міністрів Криму Сергій Аксьонов, спікер Державної Ради Криму Володимир Константинов, міський голова Севастополя Олексій Чалий разом з Президентом Росії Путіним підписали Договір про входження Криму та Севастополя до складу Росії на правах суб'єктів федерації.
21 березня Рада Федерації ратифікувала «Договір про прийняття Криму до складу Росії», підтвердивши анексію Криму Росією, після чого самопроголошена Республіка Крим була введена до складу РФ як новоутворений Кримський федеральний округ.